# Perisama rhodoptera
Perisama rhodoptera är en fjärilsart som beskrevs av Butler 1873. Perisama rhodoptera ingår i släktet Perisama och familjen praktfjärilar. Inga underarter finns listade i Catalogue of Life.